# Brodscharrn

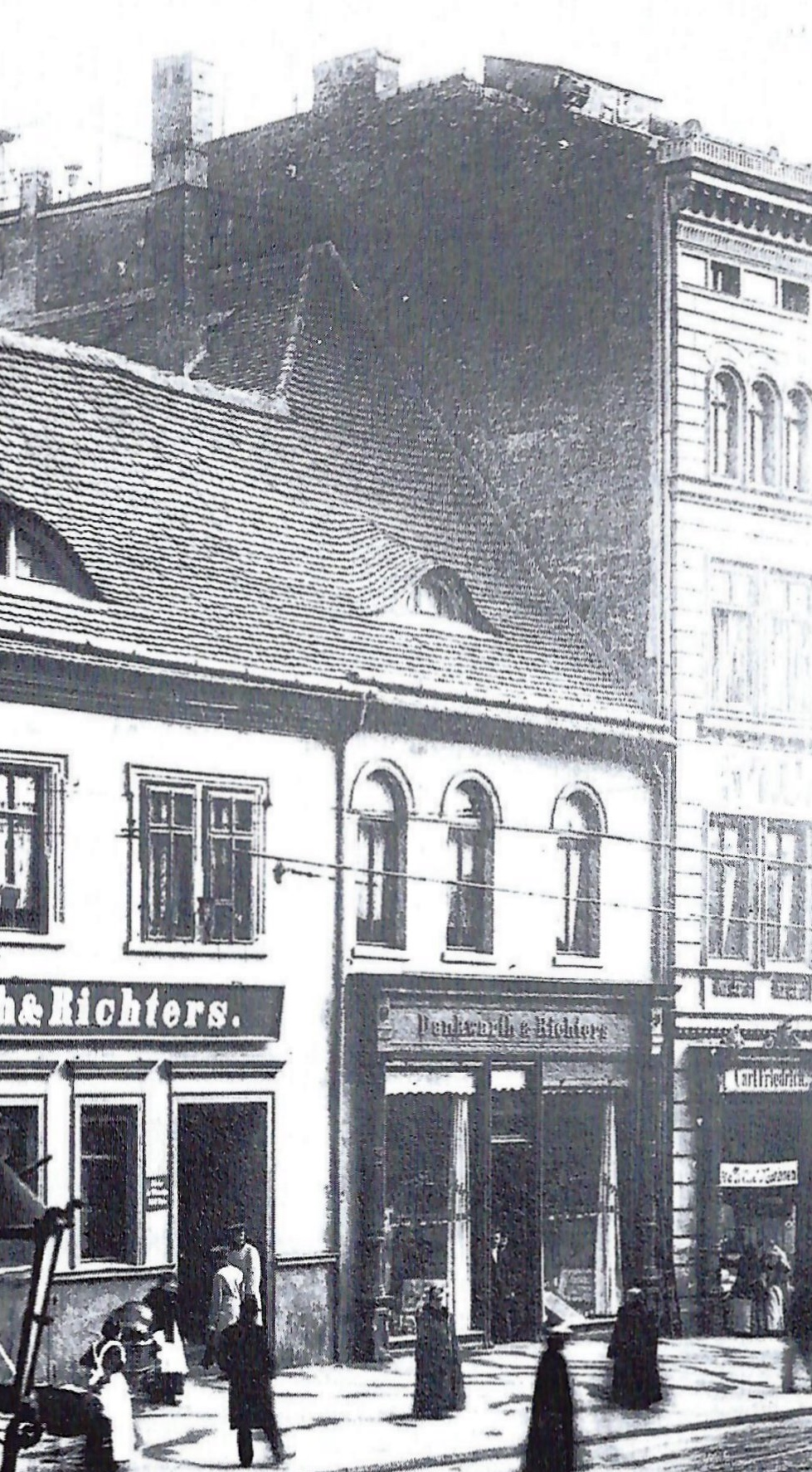
Brodscharrn als Breiter Weg 55a, Ende des 19. Jahrhunderts

Der Brodscharrn, auch Brodhaus, war eine Gasse in Magdeburg im heutigen Sachsen-Anhalt. Nachdem sie überbaut worden war, ging der Name auf das dort entstandene Haus über.

## Lage
Der Brodscharrn befand sich in der Magdeburger Altstadt und führte als schmale kurze Gasse vom Breiten Weg nach Osten zur Schwertfegerstraße. Er begann südlich des Hauses Breiter Weg 55 und verlief von dort aus nördlich von Breiter Weg 54 und Alter Markt 29 bis 31 zur Schwertfegerstraße 21. Das später an Stelle der Gasse errichtete Haus hatte die Adresse Breiter Weg 55a.
Heute befindet sich an dieser Stelle der südliche Teil des Hauses Breiter Weg 23.

## Geschichte und Architektur
In diesem Bereich verkaufte die Bäckerinnung der Stadt bereits seit dem frühen Mittelalter auf sogenannten Brodbänken Backwaren. In der Zeit vor 1631 erhielt der Eigentümer der Fläche die Erlaubnis, über dem Scharrn eine Wohnung zu bauen. Diese „Brodhauswohnung“ wurde mit 300 Talern bewertet, als Georg Kühlewein das nördlich angrenzende Haus Zum goldenen Löwen (Nummer 55) erwarb. 1640 wurde die Wohnung nach der Zerstörung der Stadt im Jahr 1631 wieder instand gesetzt. Im Jahr 1692 wurde Direktor Witte, dem die Nummer 55 gehörte, erlaubt, auch die hintere Hälfte des Brodscharrns zu überbauen. Im Jahr 1861 erwarb der Weinhändler Kaspar Nicolaus Richter von den Geschwistern Heidenreich das Grundstück für 6000 Taler. Erst 1867 wurde der Gang dann beseitigt und das Grundstück zur benachbarten zweigeschossigen Nummer 55 hinzugenommen, wobei die bauliche Trennung erkennbar blieb. Der Brodscharrn war zweigeschossig mit einer dreiachsigen Fassade. Ein ursprünglich oberhalb des Eingangs zur Gasse am Breiten Weg befindlicher Stein, gelangte in das Kaiser-Friedrich-Museum. Auf dem Stein hielten zwei Löwen ein Schild, auf dem oben eine Prätzel, darunter eine Wassersemmel von drei Knusten und darunter zwei Dreierbrötchen (Schwarzbrot) abgebildet waren. Dazu gab es die Unterschrift „Dieser Ort ist wohl bekannt, zum Brodscharrn wird es genannt.“
Das Haus wurde 1903 abgerissen und durch einen Neubau ersetzt, der im Zweiten Weltkrieg zerstört wurde. In der Zeit der DDR befand sich an dieser Stelle der Mariettabar-Block.